# Disanayaka Mudiyanselage Jayaratne
Disanayaka Mudiyanselage Jayaratne   (Colombo, 7 de juny de 1931 - Kandy, 19 de novembre de 2019) més conegut com a D. M. "Di Mu" Jayaratne va ser un polític de Sri Lanka que va ocupar el càrrec de primer ministre entre 2010 i gener de 2015.